# Lepuropetalaceae
Lepuropetalaceae é o nome botânico de uma pequena família de plantas dicotiledóneas. É composta apenas por uma espécie, originária da Américas.
Esta família é opcional no sistema APG (1998) e no sistema APG II; de maneira alternativa, esta espécie pode ser incluida na família Parnassiaceae.